# Попередження (супутник)
Попередження — український супутник наукового призначення для досліджень іоносферних ефектів, пов'язаних з сейсмічною активністю.
Створення супутника передбачене Національною космічною програмою на 2008—2012 роки. Супутник призначається для дослідження провісників землетрусів, що проявляються в іоносфері у вигляді квазіелектростатичних або гідромагнітних випромінювань, варіаціях фонової щільності плазми й варіаціях потоків енергійних часток.
Призначення:

Проектне зображення супутника системи «Попередження»

- Пошук, виявлення і дослідження іоносферних збурень, що викликані сейсмічною активністю Землі.
- Дослідження фізичних механізмів взаємодії між геофізичними оболонками в системі «літосфера-атмосфера-іоносфера-магнітосфера».
- Розробка принципів супутникового моніторингу іоносферних проявів природних та антропогенних катастроф.

Склад бортового наукового комплексу:
- Електроспектрометр іоносферної плазми,
- Панорамний аналізатор спектру;
- Спектрометр заряджених частинок;
- Мас-спектрометр;
- Телевізійна камера;
- Спектрометр;
- Ультрафіолетовий фотометр;
- Інфрачервоний спектрометр Фур'є;
- Вимірювач електромагнітних полів;
- Приймач СНЧ-діапазону;
- Плазмовий хвильовий комплекс;
- Спектральний аналізатор магнітних полів;
- Аналізатор електромагнітних флуктуацій;
- Йонозонд;
- Вимірювач холодної плазми;
- Імпедансний зонд для вимірювання локальної електронної концентрації інтенсивності та спектру дрібномасштабних іоносферних неоднорідностей;
- Вимірювач потоків і спектру енергійних часток.

## Параметри системи
| Параметр                        | Значення                 |
| ------------------------------- | ------------------------ |
| Маса супутника                  | 250 кг                   |
| Маса наукової апаратури         | 55 кг                    |
| Орбіта                          | колова 600 км            |
| Нахил                           | 73,5°                    |
| Точність орієнтації супутника   | не гірше 3°              |
| Швидкість кутовий стабілізації  | не більше 0,005 град / с |
| Термін активного існування      | не менше 3 років         |
| Середньодобове енергоспоживання | 60 Вт                    |
| Ракета-носій виведення          | «Дніпро-1», «Циклон-3»   |
| Розробник                       | КБ «Південне» Україна    |

Орбітальне угруповання для дослідження сейсмічної активності буде складатися із супутників, що знаходяться в декількох площинах, в кожній з яких на висоті приблизно 600 км можуть бути розгорнуті від 3 до 6 супутників.
На першому експериментальному етапі створення системи буде розгорнута орбітальне угруповання супутників, що знаходяться в одній площині й виведених на орбіту однією ракетою-носієм.
Супутники створюються на основі уніфікованої платформи, що розробляється в наш час[коли?] ДКБ «Південне». Ця платформа дозволить розмістити на ній до 55 кг наукової апаратури із забезпеченням її середньодобової потужності енергоспоживання 60 Вт.